# 拉多米什利
50°33′37″N 25°15′46″E / 50.56028°N 25.26278°E
拉多米什利（烏克蘭語：Радомишль），是烏克蘭的村落，位於該國西部沃倫州，由盧茨克區負責管轄，始建於1545年，面積1.83平方公里，海拔高度192米，2001年人口805，人口密度每平方公里440.61人。